# SIGMET
SIGMET, (akronim za Significant Meteorological Information) je sporočilo namenjeno pilotom o pomebnih vremenskih pogojih, ki lahko vplivajo na varnost leta. Primeri informacij so npr. močna turbulenca, zalejevanje, pesek ali prah v zraku, vulkanski pepel.
SIGMET se pilotom v zraku objavlja na radijskih frekvencah preko ATIS-a, VOLMET-a ali pa ustno preko kontrolorja leta (ATC). 